# Tulio Duque Gutiérrez
Tulio Duque Gutiérrez (Pácora, Caldas, 31 de enero de 1935) es un eclesiástico colombiano de la Iglesia católica. Fue obispo auxiliar de la Arquidiócesis de Medellín, obispo de la diócesis de Apartadó,  se desempeñó hasta julio de 2011, siendo hoy obispo emérito, como obispo de diócesis de Pereira.

## Biografía

### Primeros años y formación
Nació el 31 de enero de 1935 en el municipio de Pácora (Caldas). Cursó sus estudios de bachillerato en el Seminario de la Estrella, de la Sociedad del Divino Salvador. 
Realizó los estudios de filosofía en la Pontificia Universidad Javeriana de Bogotá, donde se licenció y luego, Teología en la Pontificia Universidad Gregoriana de Roma. 

### Vida religiosa
En la Sociedad del Divino Salvador, pronunció sus votos religiosos el 2 de febrero de 1957.
Fue ordenado sacerdote el 26 de marzo de 1966 en la Basílica de San Juan de Letrán en Roma.
A su regreso a Colombia, fue párroco de “Los Doce Apóstoles” en Medellín, promotor vocacional de los Salvatorianos, párroco del “Divino Salvador” en Bogotá, primer párroco del “Divino Salvador” en Manizales, vicario episcopal de religiosos de la Arquidiócesis de Bogotá, vicario provincial y ecónomo, consejero general de la Sociedad del Divino Salvador, procurador ante la Santa Sede y secretario para las misiones en Roma, rector del Colegio-Seminario de la Estrella, superior provincial de los Salvatorianos; desempeñó también el cargo de Presidente de la Conferencia de Religiosos de Colombia en 1980-1981.

## Episcopado

### Obispo Auxiliar de Medellín
El 7 de octubre de 1993, fue nombrado obispo titular de Stipa y Auxiliar de Medellín. Recibió la consagración episcopal el 13 de noviembre del mismo año de manos del Nuncio Apostólico, Paolo Romeo y fue coconsagrante el entonces arzobispo de Medellín, monseñor Héctor Rueda Hernández.

### Obispo en Apartadó
En septiembre de 1995 es nombrado como Administrador Apostólico de la diócesis de Apartadó. Durante su periodo de administración se crean las parroquias del Reposo y Capurganá. Finalmente, el 18 de marzo de 1997 fue nombrado obispo titular de dicha sede diocesana y el 19 de abril del mismo año tomó posesión canónica de la sede.
Durante su episcopado en Apartado se cierra el Seminario Menor de San Pedro de Urabá. Se ordenan los primeros sacerdotes del Seminario Diocesano. En 1998 se establece la Parroquia de la Catedral bajo la advocación de Nuestra Señora del Carmen y la parroquia María Auxiliadora de Chigorodó. Al año siguiente, 1999, se establece el periódico diocesano "FE VIVA", con sede en el Centro Pastoral de Convivencias Sinaí.

### Obispo de Pereira
El 25 de julio de 2001 el Papa Juan Pablo II, lo designa como obispo de la diócesis de Pereira, de la cual tomó posesión canónica el 21 de septiembre del mismo año. 

### Renuncia
Se desempeñó hasta julio de 2011, al llegar a su edad de retiro,su renuncia fue aceptada por el papa Benedicto XVI y fue remplazado por Monseñor Rigoberto Corredor Bermúdez, desde entonces residió en Manizales, donde colaboró en el noviciado "Villa Jordán" de los Salvatorianos y en la vicaría para religiosos de la Arquidiócesis de Manizales.  En la actualidad se encuentra en la sede de la sociedad salvatoriana del municipio de La Estrella [Antioquia]donde sigue colaborando asiduamente a la comunidad católica circundante.